# Spilosoma pseudosparsata
Spilosoma pseudosparsata är en fjärilsart som beskrevs av Rothschild 1933. Spilosoma pseudosparsata ingår i släktet Spilosoma och familjen björnspinnare. Inga underarter finns listade i Catalogue of Life.